# Старые Горки (Тверская область)
Старые Горки — деревня в Зубцовском районе Тверской области, входит в состав Ульяновского сельского поселения.

## География
Деревня расположена в 5 км на северо-восток от центра поселения деревни Ульяново и в 46 км на восток от районного центра Зубцова. 

## История
В конце XIX — начале XX века деревня входила в состав Дорожаевской волости Зубцовского уезда Тверской губернии. В 1888 году в деревне было 92 двора.
С 1929 года деревня являлась центром Старо-Горского сельсовета Погорельского района Ржевского округа Западной области, с 1935 года — в составе Калининской области, с 1960 года — в составе Зубцовского района, с 1994 года — центр Старогорского сельского округа, с 2005 года — в составе Ульяновского сельского поселения. 
В годы Советской власти в деревне располагалась центральная усадьба колхоза им. В.В. Куйбышева, до 2007 года в деревне работала Старогорская начальная школа.

## Население
| 1859 | 1888 | 1920 | 1997 | 2002 | 2010 |
| ---- | ---- | ---- | ---- | ---- | ---- |
| 403  | ↗505 | ↗592 | ↘190 | ↘152 | ↘145 |

## Инфраструктура
В деревне имеются дом культуры, фельдшерско-акушерский пункт, отделение почтовой связи.